# Olivier de Kersauson
Olivier de Kersauson, auch Vicomte Olivier de Kersauson de Pennendreff (* 20. Juli 1944 in Bonnétable im Département Sarthe) ist ein französischer Segler und Schriftsteller.

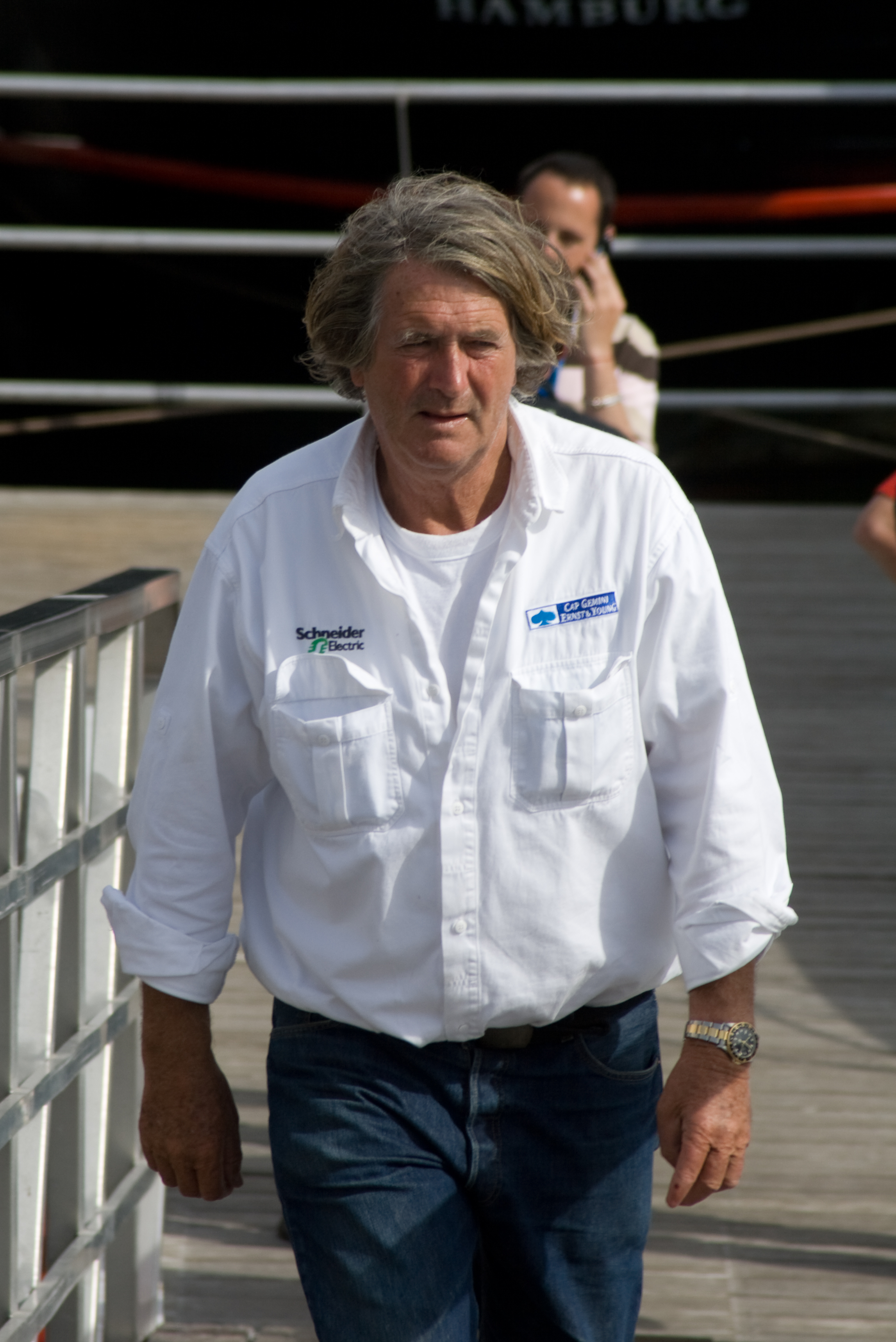
Olivier de Kersauson in Brest, Juli 2008.

## Leben
Olivier de Kersauson ist das 7. Kind einer adligen Familie mit 8 Kindern, seine Vorfahren gehören zu den bedeutenden Familien alter französischer Marinegeschichte seit Ludwig IX. (Frankreich).
Sein Bruder Florent de Kersauson hat zusammen mit Bernard Hass die Route du Rhum ins Leben gerufen.
Olivier de Kersauson begann früh an der Küste von Morlaix zu segeln, wechselte dann das Revier nach La Trinité, wo er Rudergänger auf der Cambronne von Jean-Marie Le Pen wurde.
1967 absolvierte er seinen Militärdienst bei der Marine, dabei wurde er auf dem Schooner Pen Duick III eingesetzt. Dieses Boot wurde von Éric Tabarly geführt, der sein Vorbild wurde. Tabarly setzte ihn als bevorzugten Rudergänger auf mehreren Pen Duick wegen seiner „herkulischen Kraft, seines Engagements und seines Humors“ ein. Bis 1974 blieb er eng mit Tabarly verbunden, danach begann er mit Erfolg eine unabhängige Karriere.
Anfang 1980 begann er erste Segelversuche mit Mehrrumpfbooten, 1986 ließ er seinen ersten 23-Meter-Trimaran Poulain bauen, es folgte 1992 Charal, ein Trimaran von 27 Metern, mit dem er unter dem Bootsnamen Lyonnaise des Eaux-Dumez 1994 an der Jules Verne Trophy teilnahm. 1997 entriss er mit dem inzwischen auf den Namen umgetauften Sport Elec Peter Blake den Rekord und hielt ihn dann für fünf Jahre.
Mit Géronimo, einem 34-Meter-Trimaran, der 2001 zu Wasser gelassen wurde, gewann er nach drei Versuchen 2004 noch einmal die Jules Verne Trophy.
Seine scharfe und zynische Sprache, sowie seine Kultur und sein Improvisationstalent veranlassten Philippe Bouvard, ihn in den 1980er-Jahren in die in Frankreich bekannten Radiosendung Les Grosses Têtes (RTL France) aufzunehmen, darin übernahm er die Rolle eines schlecht gelaunten, empfindlichen und frauenfeindlichen Admirals, den das Publikum sofort zu seinem Liebling kürte. 1995 nahm er zusammen mit Patrick Sébastien an der an Skandalen bekannten Sendung Osons (TF1) teil. 2008 erschien sein Buch Ocean's Songs Chronik seines Lebens und Essay maritimer Landschaft.

## Siege
- 1989 record du tour du monde en solitaire in 125 Tagen, 19 Stunden und 32 Minuten auf dem 23-Meter-Trimaran Poulain.
- 1997 auf Sport-èlec, einem Trimaran von 27,4 Meter Jules Verne Trophy in 71 Tagen, 14 Stunden und 22 Minuten.
- 2004 auf dem Boot Géronimo Jules Verne Trophy in 63 Tagen, 13 Stunden und 59 Minuten.
- Juli 2005 Australien, The Challenge, 17 Tage 12 Stunden 57 Minuten.
- Transpac von Los Angeles nach Honolulu in 4 Tagen 19 Stunden 31 Minuten.
- 2006 schlägt er den Segel-Rekord auf der Strecke San Francisco-Yokohama in 14 Tagen, 22 Stunden 40 Minuten und einige Wochen später auf derselben Strecke zurück (4482 Seemeilen) in 13 Tage, 22 Stunden und 38 Minuten.

## Schriften
- Atlas des îles abandonnées, Flammarion, 2010
- Bretagne, regards partagés, La Martinière, 2010
- Ocean's Songs, Le Cherche-Midi, 2008
- La Bretagne vue de la mer, zusammen mit Michel Bellion (Illustrationen), Le Cherche Midi, 2003
- Retour au port, éd. Michel Lafon, 2002
- Les ports du monde, éd. Flammarion, 1999
- Les côtes bretonnes vues du ciel avec Paire, éd. Glénat, 1998
- Tous les océans du monde: 71j, 14h, 22', 8", Le Cherche-Midi, 1997
- Vieil Océan, Flammarion, 1997
- Macho mais accro, mit Georges Wolinski (Illustrationen), Le Grand livre du mois, 1996
- T'as pas honte? , mit Georges Wolinski (Illustrationen), Le Cherche-midi, 1995
- Dresseurs de métal, mit Dominique Leroux, Henri Brisson und Catherine Cornic, Dialogues éd., 1995
- Homme libre... toujours tu chériras la mer!, mit Jean Noli, éd. Fixot, 1994
- Mémoires salées, Le Grand livre du mois, 1985
- Fortune de Mer mit Jean Noli, Presses de la Cité, 1979

## Ehrungen
- Prix André de Saint-Sauveur de l'Académie des sports en 1989.
- 1994 Offizier der Ehrenlegion
- Seeverdienstorden